# Santa Cilia de Jaca (ort i Spanien)
Santa Cilia de Jaca är en ort i Spanien.   Den ligger i provinsen Provincia de Huesca och regionen Aragonien, i den nordöstra delen av landet, 300 km nordost om huvudstaden Madrid. Santa Cilia de Jaca ligger 647 meter över havet och antalet invånare är 199.
Terrängen runt Santa Cilia de Jaca är huvudsakligen kuperad, men västerut är den platt. Santa Cilia de Jaca ligger nere i en dal som går i öst-västlig riktning. Runt Santa Cilia de Jaca är det ganska glesbefolkat, med 24 invånare per kvadratkilometer. Närmaste större samhälle är Jaca, 13,5 km öster om Santa Cilia de Jaca. Trakten runt Santa Cilia de Jaca består till största delen av jordbruksmark.